# 索塞 (科多尔省)
索塞（法語：Saussey，法語發音：[sosɛ]）是法国科多尔省的一个市镇，属于博讷区。

## 地理
索塞（47°4'12"N, 4°36'35"E）面积8.97 平方千米，位于法国勃艮第-弗朗什-孔泰大區科多尔省，该省份为法国中东部省份，北起奥布省，西接涅夫勒省和约讷省，南至索恩-卢瓦尔省，东南接汝拉省，东临上索恩省，东北部与上马恩省接壤。
与索塞接壤的市镇（或旧市镇、城区）包括：托米雷、尚皮尼奥勒、埃屈蒂尼、瓦勒蒙、蒙索和埃沙尔南。

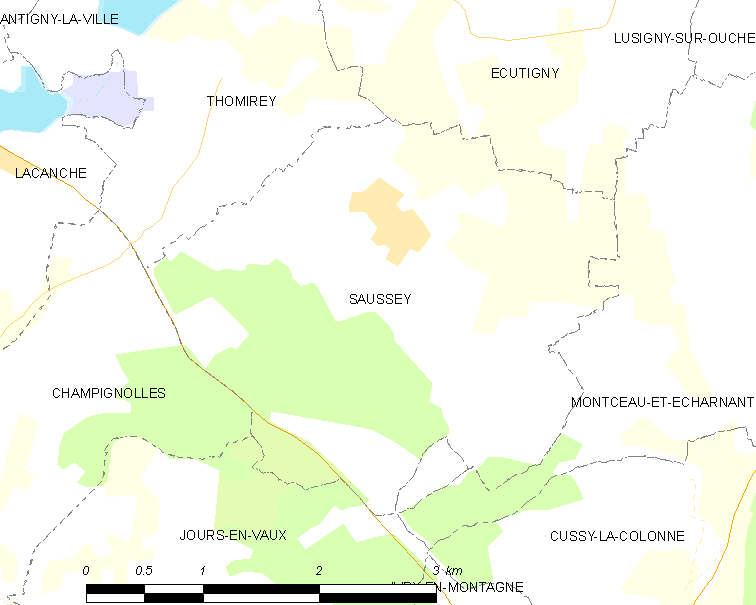
的OSM定位图

索塞的时区为UTC+01:00、UTC+02:00（夏令时）。

## 行政
索塞的邮政编码为21360，INSEE市镇编码为21588。

## 政治
索塞所属的省级选区为阿尔奈勒迪克县。

## 人口

1962-2008年间人口变化图示

索塞于2022年1月1日时的人口数量为72人。